# Woodley
Woodley är en stad och civil parish i grevskapet Berkshire i södra England. Staden ligger i enhetskommunen Wokingham, strax öster om Reading. Tätorten (built-up area) hade 28 027 invånare vid folkräkningen år 2021.